# Freilichtbühne Herdringen

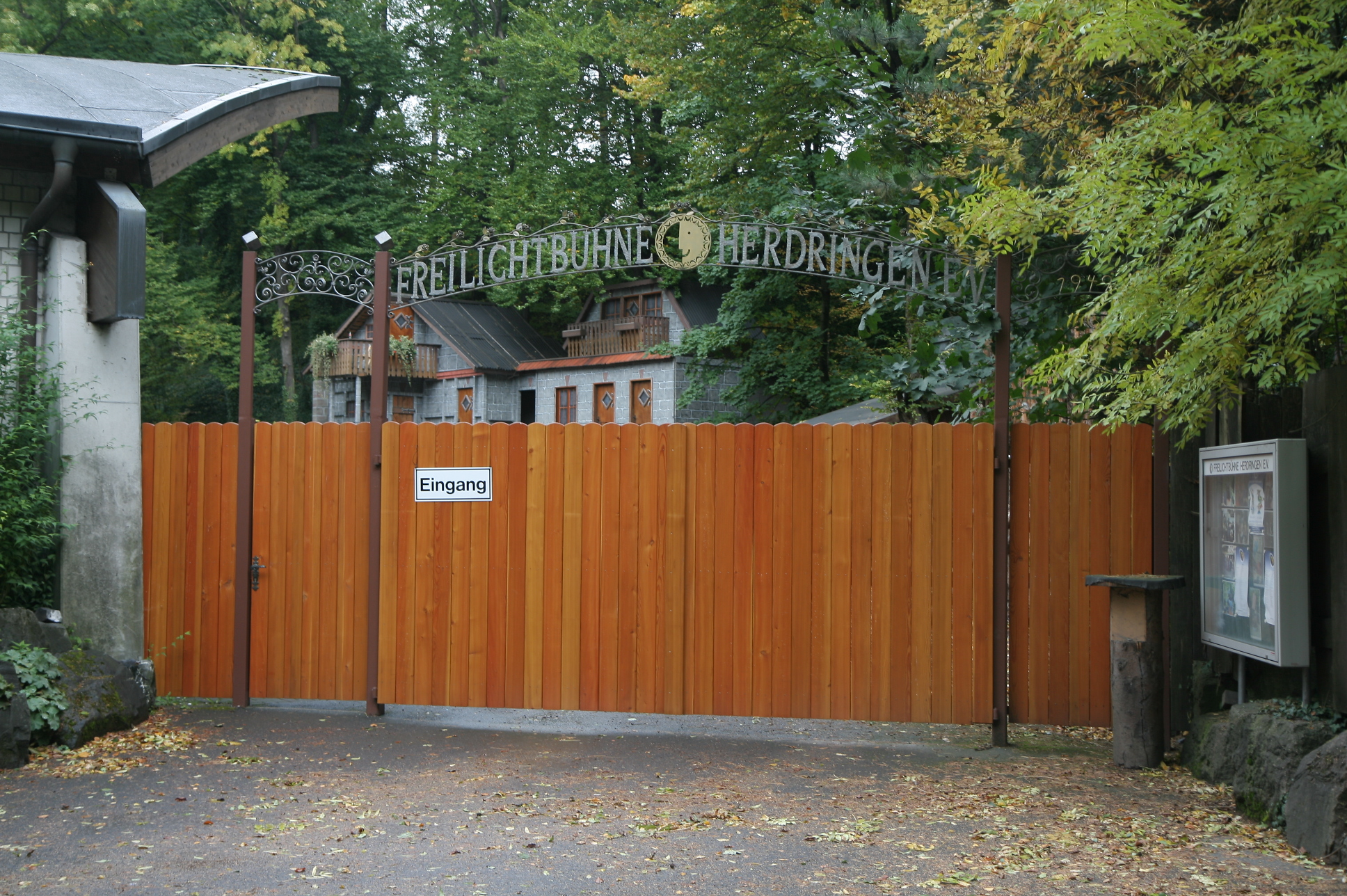
Eingangsbereich

Die Freilichtbühne Herdringen ist eine vom gleichnamigen Verein  betriebene Freilichtbühne bei Herdringen im Hochsauerlandkreis mit circa 800 überdachten Sitzplätzen. Zu ihren Besonderheiten zählen unter anderem auch Musical Aufführungen. Sie ist Mitglied im Verband Deutscher Freilichtbühnen.

## Geschichte
Der Verein entstand 1949 aus einer  Gruppe von Laienspielern der katholischen Dorfjugendbewegung, die sich kurz nach dem Zweiten Weltkrieg unter Pater Theo Thüte gegründet hatte. Man spielte zunächst bis 1952 in der Gaststätte „Schmidt’s Hof“. Das erste größere Stück war 1949 „Der verlorene Sohn“ von Erich Eckert unter dem Spielleiter Anton Funke aus Hamm-Heesen. 1953 diente für die Aufführung „Bettler vor dem Kreuz“ von „Paul Wanner“ die Herdringer Schützenhalle als Spielstätte.  Mittlerweile ist der Verein im Vereinsregister eingetragen.
Die erste Freilichtsaison begann 1954 mit der Inszenierung des „Wilhelm Tell“ von Friedrich Schiller. Eine Bedachung der Zuschauertribüne auf Stützen erfolgte im darauf folgenden Jahr.
Bis Ende der 1960er Jahre wurden Mysterienspiele, Klassiker, vereinzelt auch Lustspiele und Märchen dargeboten. Im Jahr 1970 waren bei fünfzehn Aufführungen die Besucherzahlen auf 2800 gesunken. Nachdem ein solch deutlicher Besucherrückgang festgestellt wurde, Mitte der 1960er Jahre lagen sie bei durchschnittlich zwanzig Aufführungen noch bei über 10.000, wurde der neue Schwerpunkt auf das Kindertheater gelegt.
In den folgenden Jahren stiegen die Besucherzahlen wieder. 1982 beispielsweise lagen sie bei etwa 13.400 (zweiundzwanzig Aufführungen). Die Anzahl der Darsteller hatte sich ebenfalls erhöht, so dass man ab 1983 regelmäßig zwei Inszenierungen in der Saison aufführen konnte, ein Lustspiel und ein Kinderstück. In den Jahren zuvor gab es nur im Jahr 1978 zwei Aufführungen. Bei der Aufführung „Neues vom Räuber Hotzenplotz“ von Otfried Preußler wurden 1979 erstmals pyrotechnische Tricks in Form von Nebel angewandt.

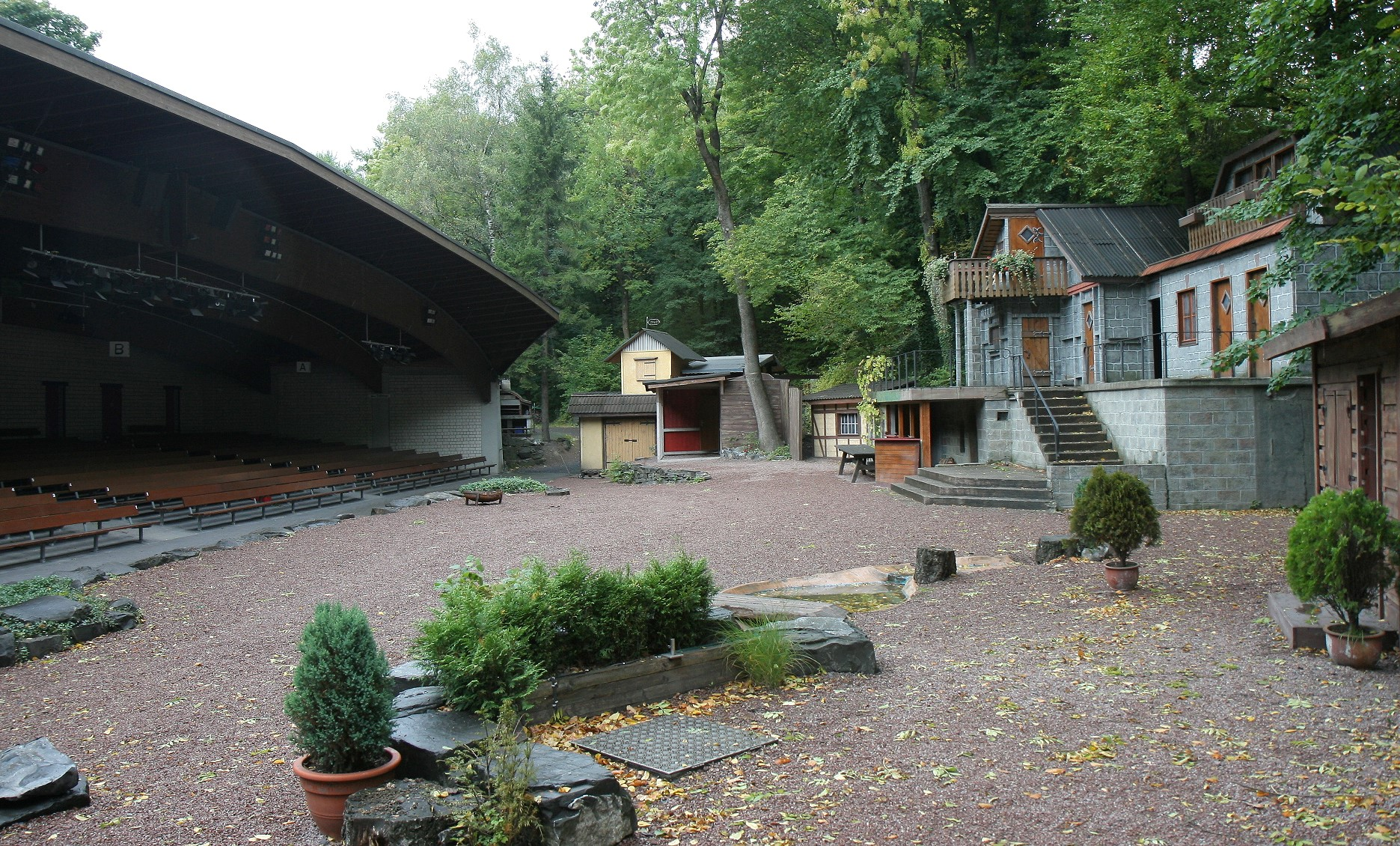
Tribüne und Kulissen

Eine neue Zuschauertribüne mit fast freitragender Leimbinderdachkonstruktion konnte vor Spielbeginn 1993 nach über zehnjähriger Planung fertiggestellt werden. Baubeginn war das Spielsaisonende 1992. Ebenfalls wurden speziell ausgestattete Technikräume gebaut, die in den Folgejahren jeweils den Erfordernissen angepasst wurden.
Zum Programm 2006 gehörten der „Räuber Hotzenplotz“ und „Kohlhiesels Töchter“. Im Jahr 2007 wurden „Pippi Langstrumpf“ und „Im weißen Rößl“ gespielt. Seit 2004 gibt es im Vereinshaus auch ein kleines Winterprogramm.
Mit „Michel aus Lönneberga“ von Astrid Lindgren erreichte man im Jahre 2002 24.890 Besucher. Im Jahr 2007 lag die Besucherzahl bei 22.800. Insgesamt hatte die Bühne seit ihrem Bestehen über 1.000.000 Besucher. 2014 hatte der Verein 350 aktive Mitglieder.
2015 übernahm Patricia Hoffmann die Leitung für das Kinder- und das Erwachsenentheater.

## Weblink
- Freilichtbühne Herdringen e. V.

Koordinaten: 51° 24′ 52″ N, 7° 58′ 3″ O